# Disciple
Disciple – amerykański zespół wykonujący chrześcijański hard rock. Pochodzi z Knoxville, Tennessee.

## Życiorys
Zespół powstał w 1992, a jego założycielami była trójka kolegów z liceum: Kevin Young, Brad Noah i Tim Barrett. Początkowa propozycja nazwy zespołu to „Elijah”, jednak nie przyjęła się. Ostatecznie grupa nazwała się Disciple (ang. 'uczeń', 'apostoł')
Wszyscy członkowie Disciple są chrześcijanami, co odzwierciedla się w tekstach ich utworów. Zespół regularnie uczestniczy w największych festiwalach muzyki chrześcijańskiej, np. Cornerstone, Soulfest, Creation i Christmas Rock Night. Na swoim koncie ma również występy w więzieniach, domach opieki, przytułkach, a także dla osób niepełnosprawnych.
Wszystkie płyty Disciple wydawane były pod nazwiskiem Travisa Wyricka, który jest producentem wielu innych chrześcijańskich projektów (m.in. Pillar, P.O.D.). Pierwsze utwory utrzymane były w klimacie groove metal, zawierały także bardzo spokojne ballady (Stronghold, Praze You Lord). W 1995 zespół wydał swój pierwszy longplay What Was I Thinking, który zawierał 14 utworów. Kolejny album, tym razem 5-utworowy, to My Daddy Can Whip Your Daddy, wydany 27 października 1997 roku. Pomimo że nazwa wydaje się być infantylna („Mój tatuś może pobić twojego tatusia”), a także tytuły utworów (np. „Easter Bunny” – króliczek wielkanocny), liryka porusza prozaiczne, lecz istotne sprawy z chrześcijańskiego punktu widzenia. Następnym wytworem zespołu jest album This Might Sting a Little wydany w 1999 roku. Pierwszy utwór z tej płyty „I just know” stał się jednym z najsłynniejszych utworów Disciple i wiele miesięcy utrzymywał się na pierwszych miejscach chrześcijańskich rozgłośni oraz rankingach CCM.
W składzie Kevin Young (wokal i bas), Brad Noah (gitara) oraz Tim Barrett (perkusja) zespół koncertował, jednocześnie przygotowując kolejną płytę – By God, która ukazała się 6 lutego 2001. Do tego momentu zespół często sięgał do stylu Groove metal.
Momentem przełomowym był dla Disciple rok 2003. Wówczas 25 lutego ukazał się kolejny longplay Back Again, a zespół zaskoczył większą melodyjnością utworów. Piosenka „One More Time” z tego albumu ze względu na głębokie przesłanie, przez wielu została uznana za najlepszą balladę w historii rocka chrześcijańskiego. Tego samego roku do zespołu dołączył Joey Fife, zastępując na basie Younga, który mógł teraz zająć się wyłącznie partiami wokalnymi. Kevin i Joey poznali się przypadkowo na parkingu przed kręgielnią, gdy ten pierwszy napomknął o tym, że poszukuje basisty do zespołu. Okazało się, że Joey jest basistą, a także jest bardzo związany z Bogiem.
W 4-osobowym wówczas składzie Disciple występowało oraz przygotowywało nowy album – po prostu Disciple, prace nad którym zostały sfinalizowane 7 czerwca 2005. Był to dotychczas największy sukces Disciple, dzięki któremu Disciple stało się niekwestionowanym liderem na scenie christian hard rock, a płyta zajęła 9. miejsce w ogólnej klasyfikacji albumów chrześcijańskich (nie tylko hardrockowych). Utwory takie jak „The Wait Is Over”, „Rise Up”, „Into Black”, „Worth It All”, „Beautiful”, „Only You” nieustannie przewijają się w rozgłośniach muzyki chrześcijańskiej i nie tylko.
Jednak Disciple nie spoczęli na laurach. Stan materiału na kolejną, siódmą płytę (licząc reedycję albumu Disciple) wynosił 30 projektów, spośród których członkowie zespołu wyselekcjonowali 11 z nich i zawarli na płycie „Scars Remain”, która już w krótkim czasie po wydaniu (7 listopada 2006) uznana została za muzyczny best-seller w dziejach rocka chrześcijańskiego. Następnie Disciple wraz z zaprzyjaźnionymi kapelami Wavorly, Dizmas, Fireflight wyruszyli na trasę „Scars Remain Tour”.
Podczas kolejnej wielkiej trasy „The Southern Hospitality Tour” (przełom maj/czerwiec 2007) gitarzysta Brad Noah skarżył się na uciążliwy ból pleców. Przyjmował zastrzyki, które często okazywały się nieskuteczne, a także wymagało to częstych wizyt u lekarza. W efekcie zmuszony był do opuszczenia kilku koncertów, zaś Kevin Young powoływał na jego miejsce zamienników, m.in. gitarzystów Wavorly. Był to nie lada wyczyn, ponieważ koncertowy set Disciple to 14 złożonych utworów, a podczas trasy, gdzie koncertuje się dzień po dniu, zapoznanie się z nimi w tak krótkim czasie nie jest rzeczą łatwą nawet dla profesjonalisty. Fakt ten bardzo zaniepokoił fanów, zaś sam Young unikał jednoznacznej odpowiedzi wobec ich pytań odnośnie do sytuacji Brada. Wiadome było to, że ten ostatni zniknął ze sceny i pojawił się już na żadnym koncercie do końca 2007 roku, nie licząc akustycznego występu w Halloween 30 października 2007. Dopiero 8 stycznia 2008 lider Kevin Young wyłożył karty na stół. Okazało się, że Brad Noah podjął ostateczną decyzję o swojej przyszłości. Okoliczności związane z dokuczliwym urazem pleców oraz chęć poświęcenia się żonie i rodzinie, zadecydowały o jego zejściu ze sceny. Zadeklarował się jednak, że nie kończy swojej współpracy z zespołem. Wciąż pisze utwory dla Disciple, zaoferował także współpracę przy nagraniach.
W tym samym czasie na opuszczenie zespołu zdecydował się także Joey Fife, również chcąc poświęcić się swojej rodzinie i wrócić do starego zespołu. W miejsce Brada i Joeya do zespołu dołączyło trzech nowych członków: Nathan Ehman, Israel Beechy, Andrew Welch.
W marcu Disciple przyznana została nagroda w kategorii „Rock album of the year” za najlepszy album rockowy (Scars Remain) w ramach Dove Awards. Jest to pierwsza nagroda dla zespołu, po ośmiu nominacjach ogółem w całej jego historii.
Premiera najnowszej płyty „Southern Hospitality” (tł. „Południowa gościnność”) odbyła się dnia 21 października 2008. Członkowie Disciple nie kryją swoich południowych korzeni, dlatego album ten pod względem stylu jest ukłonem w stronę southern rock. Do składu dołączył Micah Sannan, gitarzysta Falling Up.

## Muzycy
| Obecny skład zespołu - Kevin Young – śpiew (od 1992), gitara basowa (1993–2003, od 2015) - Andrew Stanton – gitara prowadząca (od 2013) - Josiah Prince – gitara rytmiczna (od 2012) - Joey West – perkusja (od 2013) Muzycy koncertowi - Josh Kincheloe – gitara basowa (2015) | Byli członkowie zespołu - Adrian DiTommasi – gitara basowa (1992-1993) - Brad Noah – gitara rytmiczna, gitara prowadząca (1992–2008) - Joey Fife – gitara basowa (2003–2008) - Tim Barrett – perkusja (1992–2010) - Andrew Welch – gitara prowadząca (2008–2012) - Israel Beachy – gitara basowa (2008–2012) - Micah Sannan – gitara rytmiczna (2008–2012) - Trent Reiff – perkusja (2010–2013) - Jason Wilkes – gitara basowa (2012–2015) |

## Dyskografia
Albumy
| What Was I Thinking          | - Data: 1995 - Wydawca: Slain Records                    | –  |                 |
| The Might Sting A Little     | - Data: 1 czerwca 1999 - Wydawca: Slain Records          | –  |                 |
| By God                       | - Data: 6 lutego 2001 - Wydawca: Slain Records           | –  |                 |
| Back Again                   | - Data: 25 lutego 2003 - Wydawca: Slain Records          | –  |                 |
| Disciple                     | - Data: 7 czerwca 2004 - Wydawca: INO Records            | –  |                 |
| Scars Remain                 | - Data: 7 listopada 2006 - Wydawca: SRE Recordings       | –  |                 |
| Southern Hospitality         | - Data: 21 października 2008 - Wydawca: INO Records      | 98 |                 |
| Horseshoes and Hand Grenades | - Data: 14 września 2010 - Wydawca: INO Records          | 50 |                 |
| O God Save Us All            | - Data: 13 listopada 2012 - Wydawca: Fair Trade Services | 98 |                 |
| Attack                       | - Data: 23 września 2014 - Wydawca: wydanie własne       | 44 | - USA: 11 tys.+ |
| „–” album nie był notowany.  |                                                          |    |                 |

Minialbumy
| Tytuł                        | Dane dot. albumu                                      |
| ---------------------------- | ----------------------------------------------------- |
| My Daddy Can Whip Your Daddy | - Data: 27 października 1997 - Wydawca: Slain Records |

## Teledyski
- 2001 „Not Rock Stars"
- 2003 „Back Again”
- 2003 „One More Time"
- 2005 „The Wait Is Over"
- 2007 „Scars Remain”
- 2007 „After The World”
- 2009 „Lay My Burdens"